# ユーヤイヤコ
ユーヤイヤコ（Llullaillaco）とは、アルゼンチン（サルタ州）とチリの国境に位置する標高6723mの成層火山。ジュージャイジャコとも。アタカマ砂漠に広がる乾燥地帯、アタカマ高原（プーナ・デ・アタカマ）にあり、アンデス山脈では7番目に高い山でもある。広大な岩屑地帯に囲まれており、標高が高く寒冷な割には、極めて乾燥しているため氷河は一切存在しない。山体は氷期の氷河によって浅い氷食谷が放射状に刻まれ、万年雪が山頂の極一部に見られるのみである。当該地域の雪線は約6500mと世界最高を誇り、ヒマラヤ山脈よりも1000m程度、コロンビア及びエクアドル方面のアンデス山脈よりも2000m程度それぞれ高い。
山の名は、「濁水」を意味するアイマラ語（llulla=「濁った」、yacu=「水」）に由来するとも、「偽りの水」を意味するケチュア語（Lullac=「偽りの（または当てにならない）」、yacu=「水」）に起源を有するとも言われる。先コロンブス期にはインカ人が登攀。山頂からの出土品は、19世紀末以前に人間が当時の世界最高高度に達した証拠となっている。1952年12月1日、ビオン・ゴンサレスとフアン・アルセイムが明確な記録に残る初登頂に成功。
山の西側はチリのユーヤイヤコ国立公園となっており、南側の海抜3665mの場所に位置する塩類平原の4号温泉塩原は2009年にラムサール条約登録地となった。一帯はヒメウズラシギ、アメリカウズラシギ 、アシナガシギ、ハジロオオシギ、オオキアシシギ、コキアシシギ、アメリカヒレアシシギ、アンデスフラミンゴ、チリーフラミンゴ、コバシフラミンゴ、ダーウィンレア、アンデスガン、ミツユビシギダチョウ、チンチラ、ビクーニャなどの生息地である。

## 登山ルート
標高の高さから多大なる困難が伴うものの、特殊な登山技術を要さない登山ルートが複数存在する。殆どが残雪地帯を通るため、アイゼンやピッケルが必須である。なお、チリとアルゼンチンのビーグル紛争期（1978年 - 1982年）に地雷が設置されており、チリ側から登攀する際は注意を要する。

## 考古学

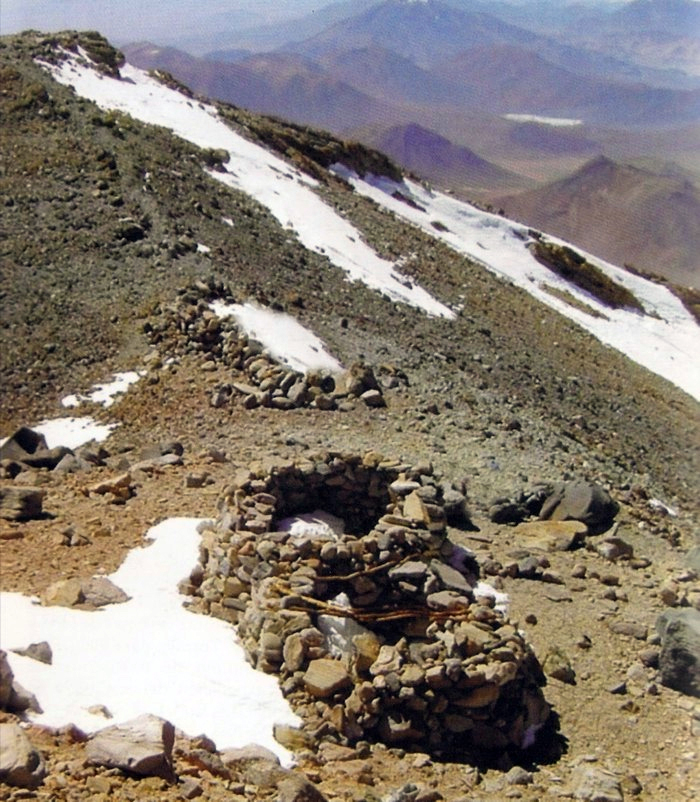
山頂の遺構

アメリカの考古学者ヨハン・ラインハルトは1983年から1985年にかけて、山頂やその付近で3箇所の遺構を調査。
1999年には、ラインハルトとアルゼンチンの考古学者コンスタンサ・チェルティ率いる、アルゼンチン・ペルー合同遠征隊が、山頂にて約500年以上前のものと見られる、人身御供とされたインカ人の子ども3体のミイラを発見。非常に保存状態が良好であった。スペインの宣教師が執筆した当時の文献によると、子ども3名がインカ帝国の弥栄を讃える、「カパコチャ」と呼ばれる生贄の儀式に参加していたという。
3体は「ラ・ドンセーヤ」（「乙女」の意）と渾名された15歳の少女、7歳の男児、そして「ラ・ニーニャ・デル・ラヨ」（「輝ける少女」の意）と渾名された6歳の女児であった。後者のニックネームが付けられたのは、発見時に遺体や身に付けていた儀式用の工芸品に数度落雷し、一部が燃えていたためである。その後、サルタ州の考古学博物館に展示。
2013年に行われた、これらのミイラに関する生物学的分析によると、人身御供となる前年にコカやアルコールを摂取していたなど、特異な生活様式や食生活が明らかになったという。

### 「ラ・ドンセーヤ」

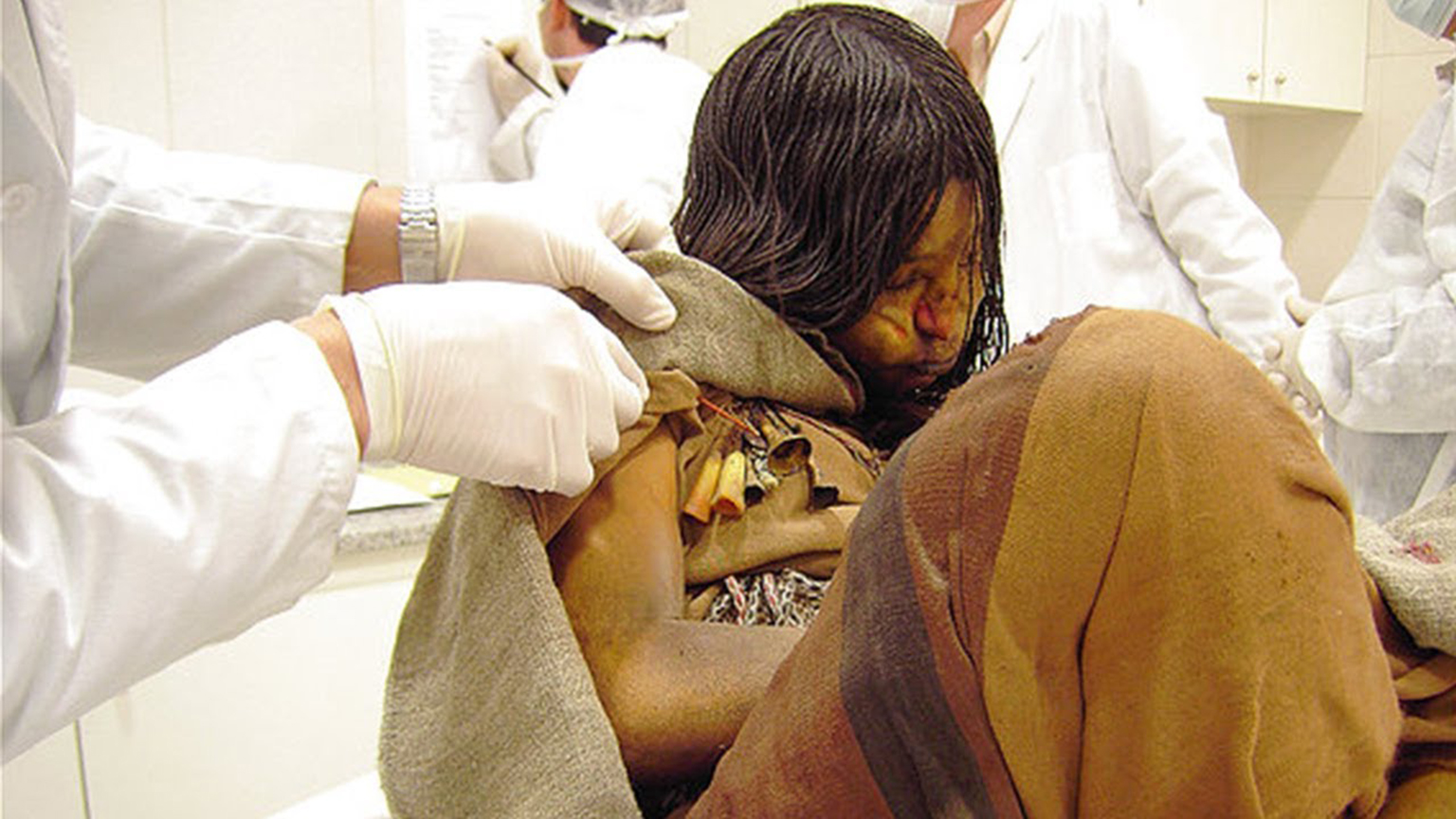
調査中のラ・ドンセーヤ

壮麗な頭飾りを付けていたため、「アクヤ」（「太陽の処女」の意）ではないかとされる。つまり、王家の妻や尼僧、そして生贄となるであろう他の少女や女性と共になるべく選ばれ、生贄として捧げられたという事である。また茶色い服を着ており、複数の塑像と共に埋葬。頭髪は丹念に編み込まれており、精神的ストレスからか白髪が数本あった。3体は人身御供として山に遺棄される前、コカの葉のみならず、トウモロコシから造られたビールであるチチャを服用。

### 男児のミイラ

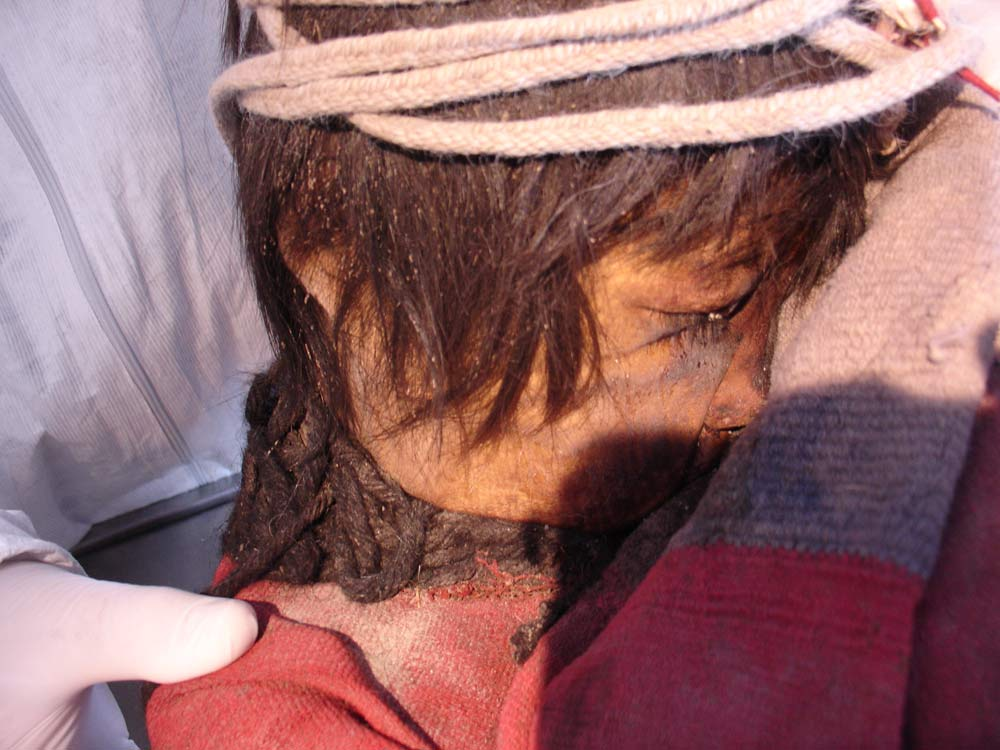
男児のミイラの顔

男児の服の一部には、血液が混じった吐瀉物が付着している事から、肺水腫に罹患しており、窒息死したものと見られる。唯一紐で括られ、肋骨が折れ骨盤が脱臼する程、服がきついものであった。

### 輝ける少女
死後数回雷が直撃。額には金属板付きの頭飾りを装着。チチカカ湖やクスコ周辺で造られた壺と共に埋葬されていた事から、長距離を移動していたのが分かる。3体のうち唯一仰向けの状態で発見された。

## 地質

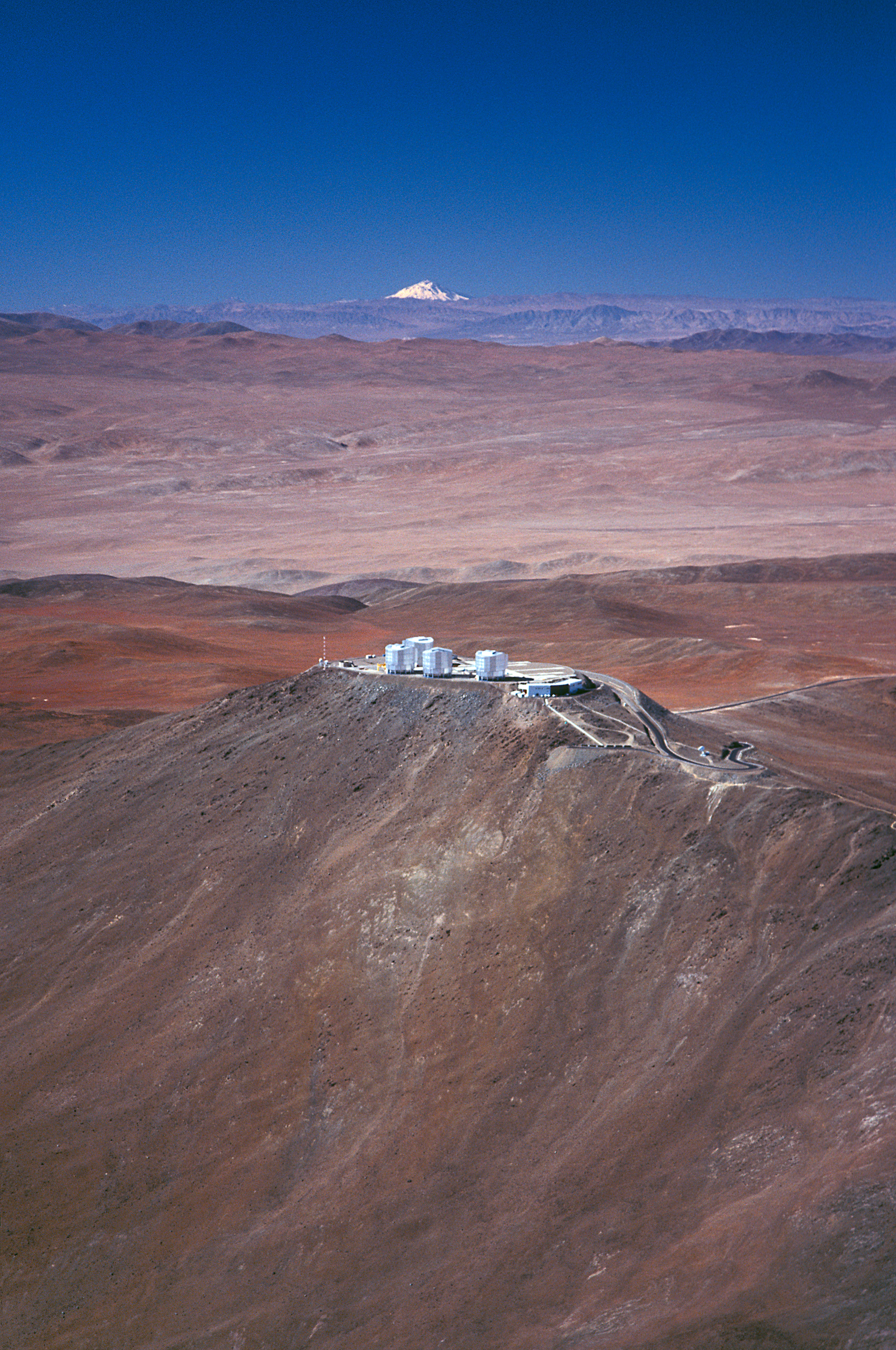
パラネル天文台とユーヤイヤコ間の距離は200km

火山の形成史においては、重要な地質学上の変容を経験。現在の元となるユーヤイヤコIは更新世にまで遡る。溶岩流が長さ20kmにわたり、山を2箇所侵食したものと見られる。
その上にはユーヤイヤコⅡと呼ばれる、氷期以降現在も火山活動が続く山が形成。完新世の溶岩流が見られたのはこの時期である。溶岩流は火山の南北に広がり、このうち南の溶岩流の1つが3kmに及んだ。
この他に極めて顕著な溶岩流は、約15万年前にユーヤイヤコIの部分崩壊によって引き起こされたもので、東のアルゼンチン側へと拡大。17km先のチェロ・ロサド成層火山付近で分岐し、サラール・デル・ユーヤイヤコにまで到達する。この堆積物は十分に解明されていない。
なお、1854年、1868年、そして1877年に噴火の記録が残されており、外見が極めて黒いため、周辺では最も新しい溶岩流を引き起こしたとされる。